# ウァレンティニアヌス2世

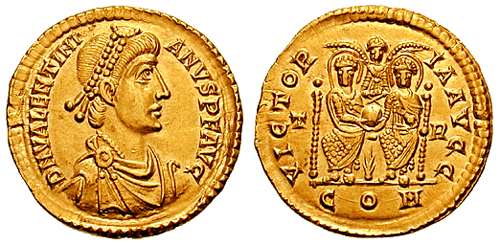
ウァレンティニアヌス2世が印された硬貨

ウァレンティニアヌス2世 （Valentinianus II, 371年 - 392年5月15日）は、ローマ皇帝（在位：375年 - 392年）。ウァレンティニアヌス1世の子。

## 概要
フラウィウス・ウァレンティニアヌス（ウァレンティニアヌス2世）は、西ローマ皇帝ウァレンティニアヌス1世と、彼の2番目の妻ユスティナの間に生まれた。異母兄にはウァレンティニアヌス1世の下で367年から正帝とされていたグラティアヌスがおり、他にはガッラ、グラタ、ユスティナという3人の姉妹がいる。
父ウァレンティニアヌス1世が375年に死亡すると、イリュリクムのローマ軍団が不穏な動きを見せた。父の共同皇帝であった兄グラティアヌスはトリーアを拠点としていたため、フランク人の老臣メロバウデスはウァレンティニアヌス2世をシルミウムでグラティアヌスの共同皇帝に擁立し、軍団にウァレンティニアヌス2世への忠誠を誓わせることで事態を収拾した。ウァレンティニアヌス2世の宮廷はメディオラヌムに置かれたが、実際の政治は幼いウァレンティニアヌス2世に代わって母ユスティナやメロバウデス、バウト、リコメルといったフランク人の老臣たちが行った。
378年、叔父ウァレンスが東方で戦死したため、グラティアヌスは小テオドシウス将軍（後のテオドシウス1世）を東ローマ皇帝に任命した。383年にはグラティアヌスもブリタンニアの皇帝マグヌス・マクシムスとの戦いで敗死した。ウァレンティニアヌス2世はマクシムスを共同皇帝として受け入れることでマクシムスと講和したが、387年にマクシムスによってイタリアを追われ、東ローマ皇帝テオドシウス1世を頼った。ウァレンティニアヌス2世は自分の姉妹を20歳から30歳ほど年の離れたテオドシウスに差し出すことで彼の支援を取り付けた。同年中にテオドシウスは当時15歳前後と思われる少女ガッラとの婚姻を完全なものにして西ローマ帝国へ軍を進め、翌388年にマクシムスを倒してウァレンティニアヌス2世を宮廷へと復帰させた。
しかし、ウァレンティニアヌス2世はテオドシウスの傀儡に過ぎなかった。ウァレンティニアヌス2世が復帰した後もテオドシウスは西ローマ帝国の首都メディオラヌムに留まった。ウァレンティニアヌス2世の住処はヴィエンヌへと移され、西ローマ帝国の高官はテオドシウスの腹心へと次々に入れ替えられていった。ウァレンティニアヌスの名で発行されたコインの裏面にはテオドシウスの肖像が描かれ、誰が帝国の真の支配者であるかを仄めかした。389年6月13日にテオドシウスがローマで凱旋式を行ったとき、ウァレンティニアヌス2世は凱旋式には参加しなかった。テオドシウスは彼の忠臣であるフランク人の将軍アルボガストを軍司令官に任じて西ローマ帝国を任せ、391年に東ローマ帝国へと帰国した。
ウァレンティニアヌス2世は成長するにつれ自身がテオドシウスの傀儡であることに不満を持つようになった。アルボガストはテオドシウス個人に対してのみ忠誠を誓っており、ウァレンティニアヌスに対しては主人のように振る舞った。ウァレンティニアヌスがアルボガストを降格しようとすると、アルボガストは「私を任命したのは、あなたではない」としてこれを退けた。ウァレンティニアヌス2世はテオドシウスに苦情を申し立て、テオドシウスはアンブロジウスを調停に向かわせたが、392年5月15日にヴィエンヌの住居にぶら下がっているウァレンティニアヌス2世の姿が発見された。自殺か他殺かについては意見が分かれている。
ウァレンティニアヌス2世の遺体はミラノの、おそらくはサン・ロレンツォ大聖堂へと運ばれ、アルボガストとアンブロジウスによって適切な葬儀が行われた。葬儀には妹のグラタとユスティナも参列しており、この時点では二人の姉妹がいずれも生存していたことを確認できる。
ウァレンティニアヌスの死によって西ローマ皇帝の座が空位になると、アルボガストはテオドシウスに、次の西ローマ皇帝としてテオドシウスの長男アルカディウスを迎え入れたいと提案した。しかし、この提案にテオドシウスは返答をしなかった。アルボガストは、忠節の見返りとして自分が次の皇帝に指名されるかもしれないという淡い期待を抱いたが、テオドシウスからの連絡がないまま3か月が過ぎた。アルボガストは最終的に自分の友人であるエウゲニウスを次の皇帝に推挙し、正式な手続きを経て8月22日にエウゲニウスが西ローマ皇帝の座に就いた。

## ウァレンティニアヌス2世の死についての議論
ウァレンティニアヌス2世の死については、自殺であったとかアルボガストによる暗殺であったとか、当時から現在に至るまで様々な憶測が語られている。18世紀の歴史家エドワード・ギボンは、ウァレンティニアヌス2世はアルボガストの陰謀によって殺されたとしている。ブライアン・クロークやジョン・フレデリック・マシューズといった現代の歴史家は、当初テオドシウスがアルボガストに対して何の非難もしていなかったことから、暗殺の容疑はアルボガストとの対立が明らかとなった後にテオドシウス陣営が作り上げたものだろうとしている。ジェラルド・フレルは、ウァレンティニアヌス2世が自身の貧弱な立場に悩み、屈辱と感じていたことから、憂鬱による自殺ではないかとしている。彼の死に関する最も良質の資料と考えられる同時代に生きた歴史家ティラニウス・ルフィヌスの記録では、皇帝の身に何が起こったのかは本当に誰にも分からなかったとされており、これが現在の実情でもあり、今後も新しい証拠の発見は難しいものと考えられる。